# Svartevatten (Romelanda socken, Bohuslän)
Svartevatten är en sjö i Kungälvs kommun i Bohuslän och ingår i Göta älvs huvudavrinningsområde. Svartevatten ligger i Svartedalen Natura 2000-område. Sjön är 4,8 meter djup, har en yta på 0,0066 kvadratkilometer och befinner sig 111 meter över havet.

## Bilder

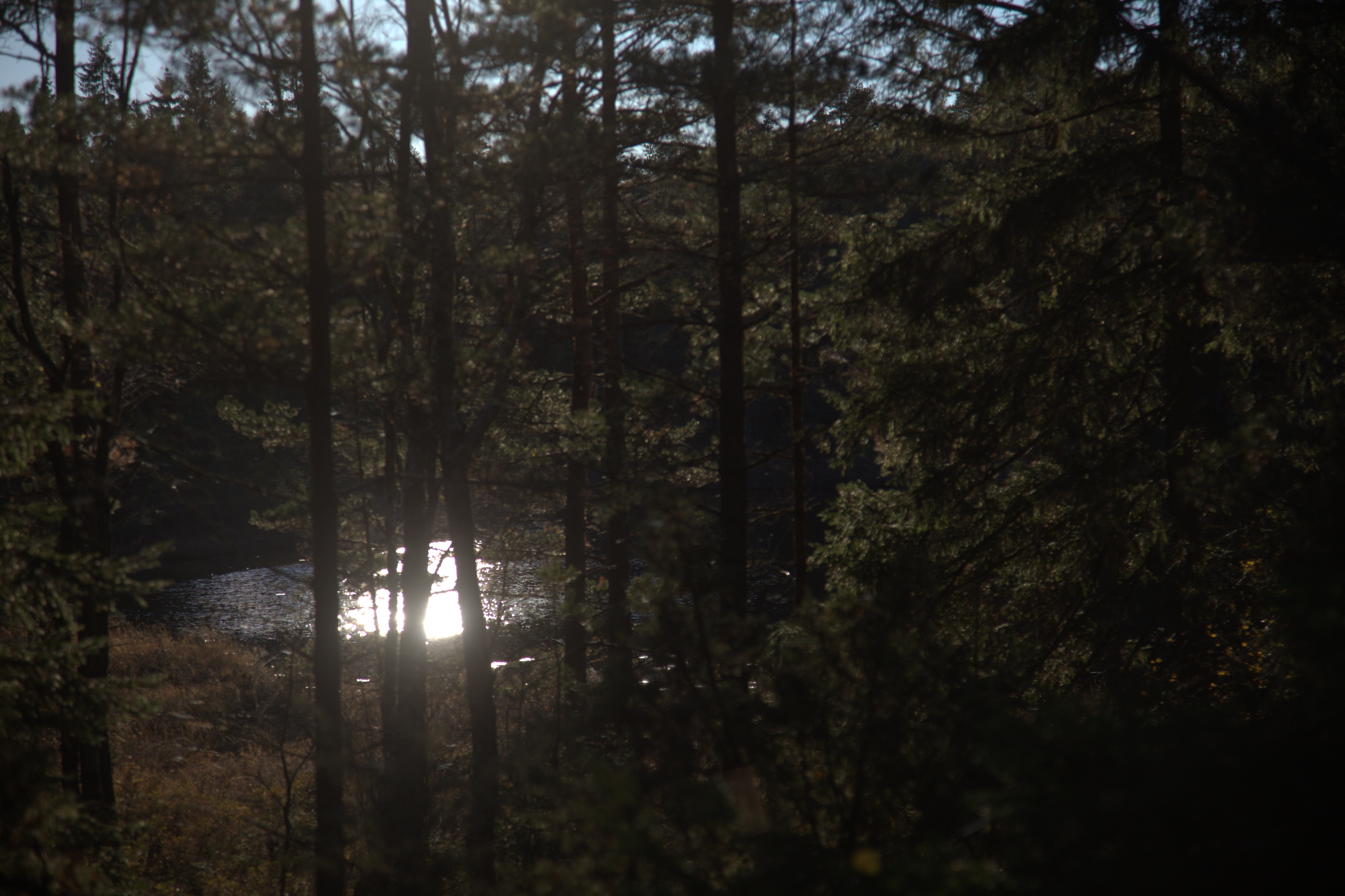
Svartevatten från parkeringsplats nordost om sjön.